# Adriano Toloza
Adriano Motta Toloza Oliveira Costa (São Paulo, 11 de agosto de 1983) é um ator brasileiro e apresentador de televisão.

## Biografia e carreira
Ator e apresentador de televisão, com carreira em Portugal e no Irã, Adriano nasceu na capital de São Paulo. Filho de um Juiz e de uma procuradora da justiça, é formado em Psicologia pela PUC/São Paulo (2007) e em Administração de Empresas pela ESPM (2006). Em seu terceiro ano na faculdade de Psicologia, inicia seus estudos nas artes dramáticas na Escola Teatro Célia Helena.
Após sua formação no Célia Helena (2007), ingressou na companhia de teatro paulista Folias D'arte, e lá protagonizou seus dois primeiros espetáculos, com direção do Marco Antônio Rodrigues: Querô, uma reportagem maldita de Plínio Marcos, vencedora do Prêmio Shell de melhor direção em 2009, e Medida por Medida, de William Shakespeare (2010). Ainda em 2010, participou da oficina de estudos do grupo “TAPA” e integrou o elenco da peça Maria Stuart, com Júlia Lemmertz e Lígia Cortez, e direção de Antonio Gilberto.
Em 2013 é aprovado para sua primeira telenovela Amor à Vida (2013/14), das 21 hrs, de Walcyr Carrasco, na TV Globo e conquistou o personagem Ivan, o enfermeiro sadomasoquista que quase leva a personagem de Fabiana Karla à loucura.
Após a novela, entrou na peça O Amante do Meu Marido (2013/14), em São Paulo. No terceiro mês de espetáculo, é convidado para integrar o elenco de Verdades Secretas, novela das 23hs, na TV Globo (2015), onde protagonizou cenas marcantes com a atriz Guilhermina Guinle.
Ainda em 2015, Adriano integra o elenco do sucesso “Os Dez Mandamentos” da Record TV, dando vida ao general Amalequita Zuri. Em 2016, estreia na primeira novela em Portugal, a vencedora do Emmy “Ouro Verde”, da emissora TVI. Também esteve nas novelas portuguesas “Valor da Vida" e “Na Corda Bamba”. Em 3 de dezembro de 2017 estreia como apresentador de televisão no Somos Portugal, da mesma emissora, ao lado de Mónica Jardim, Leonor Poeiras e João Montez.
Durante este período, Adriano atua no longa metragem “30 anos blues”, dos diretores Dida Andrade e Andradina Azevedo, vencedor do kikito prêmio especial do júri no festival de gramado 2019. Fez parte do longa metragem “Texas”, produção iraniana filmada em São Paulo, sucesso de bilheteria no Irã, sendo o segundo filme mais assistido nas salas de cinema do país. O filme ganhou uma trilogia, e Adriano filmou "Texas 2" em Tehran, capital do Irã em 2018, e em 2021 filmará "Texas 3", também no oriente médio. 
Em 2021, o ator integra o elenco de “Verdades Secretas 2”, continuação da novela da Rede Globo, com estreia prevista para o segundo semestre deste ano. 

## Trabalhos

### Televisão
| Ano       | Título                 | Papel                          | Emissora   |
| --------- | ---------------------- | ------------------------------ | ---------- |
| 2013-14   | Amor à Vida            | Ivan Coelho                    | TV Globo   |
| 2014      | O Negócio              | Padrinho - Episódio: Liberdade | HBO Brasil |
| 2015      | Verdades Secretas      | Igor                           | TV Globo   |
| 2015      | Os Dez Mandamentos     | Zuri                           | Record     |
| 2017      | Ouro Verde             | Edu                            | TVI        |
| 2017      | Biggest Deal           | Concorrente                    | TVI        |
| 2017-2018 | Somos Portugal         | Apresentador                   | TVI        |
| 2018-2019 | Valor da Vida          | Leonardo                       | TVI        |
| 2019-2020 | Na Corda Bamba         | Enzo Castro Melo               | TVI        |
| 2021      | Verdades Secretas II   | Igor                           | Globoplay  |
| 2023      | Todo Dia a Mesma Noite | Advogado de Dedé               | Netflix    |
| 2024      | Cacau                  | Heitor                         | TVI        |
| 2025      | Reis                   | Etbaal                         | Record     |
| 2025      | Paulo, o Apóstolo      | Marcus                         | Record     |
| 2025-26   | Três Graças            | [ 7 ]                          | TV Globo   |

### Cinema
| Ano  | Título               | Papel   | Ref            |
| ---- | -------------------- | ------- | -------------- |
| 2016 | Segundo o Sexo       | Giani   |                |
| 2018 | Texas                | Luizão  | Filme Iraniano |
| 2019 | Texas 2              | Luizão  | Filme Iraniano |
| 2019 | Trinta Anos Blues    | Américo |                |
| 2021 | Velha Roupa Colorida | Jucá    |                |

## Teatro
| Ano  | Título                                         | Direção                 |
| ---- | ---------------------------------------------- | ----------------------- |
| 2008 | Caldé e os peixes que aprenderam a nadar no ar | Marcelo Lazzaratto      |
| 2009 | Querô, uma reportagem maldita                  | Marco Antônio Rodrigues |
| 2010 | Medida por medida                              | Val Pires               |
| 2010 | Maria Stuart                                   | Antônio Gilberto        |
| 2013 | O amante do meu marido                         | Mirian Lins             |
| 2016 | Diga que você já me esqueceu                   | Dan Rosseto             |
| 2016 | Vestir o pai                                   |                         |